# حلقة ماديسون المتماثلة

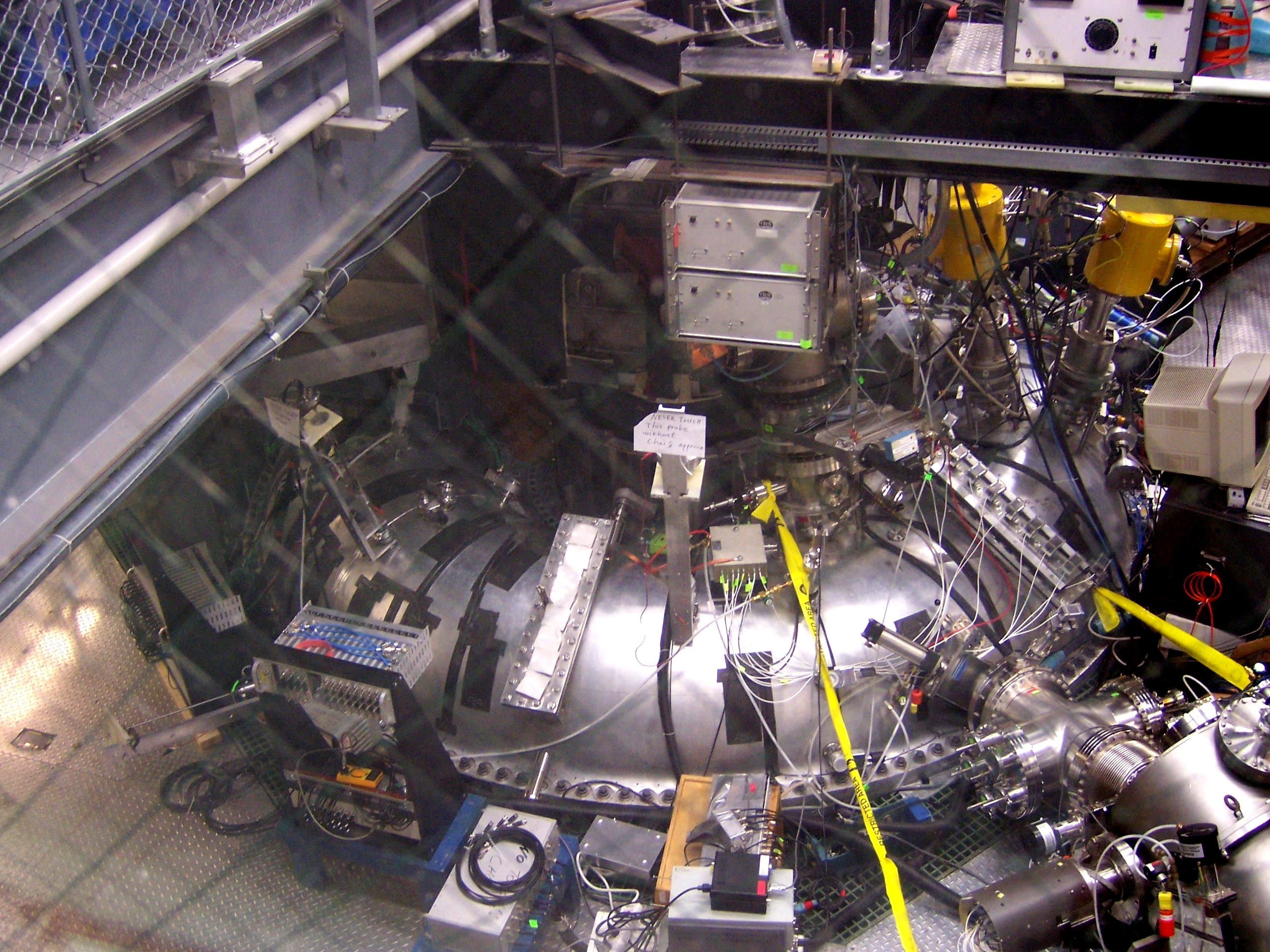

حلقة ماديسون المتماثلة ( MST ) Madison Symmetric Torusعبارة عن تجربة فيزياء المجال العكسي (RFP) مع تطبيقات لكل من أبحاث طاقة الاندماج والبلازما الفيزيائية الفلكية .
تقع حلقة ماديسون المتماثلة في مركز التنظيم الذاتي المغناطيسي (CMSO) في جامعة ويسكونسن ماديسون .
تختلف متطلبات هذه التجربة اختلافًا كبيرًا عن توكاماك (مخطط الحبس المغناطيسي الأكثر شيوعًا) من حيث أنها تميل إلى الحصول على كثافة طاقة أعلى وخصائص حبس أفضل لمجال مغناطيسي متوسط معين. من متطلبات التجربة أيضًا هو محاولة السيطرة   على ظواهر غير مثالية تحدث خلال التفاعل وتأثيرات اضطرابية في التعامل  مع البلازما.

## التصنيف

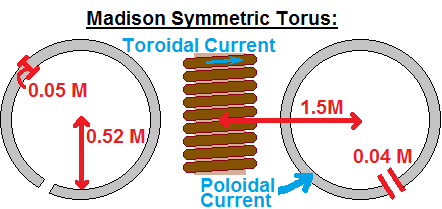
الهندسة داخل حلقة ماديسون المتماثلة.

كما هو الحال في معظم تجارب الاندماج النووي لانتاج الطاقة ، فإن بلازما في حلقة ماديسون المتماثلة عبارة عن قرص حلقي ، مما يعني أن البلازما على شكل كعكة دائرية ومقيدة بمجال مغناطيسي ناتج عن تيار كبير يتدفق خلال الحلقة. تعتبر التجربة من فئة غير تقليدية من الآلات تسمى قرص المجال المعكوس (reversed field pinch) تم التسمية بهذا الاسم لأن المجال المغناطيسي الحلقي الذي يتخلل البلازما يعكس تلقائيًا الاتجاه بالقرب من الحافة (أي بالقرب من الجدار الداخلي لغرفة التفاعل).
يتم تشكيل قرص المجال المعكوس بشكل مشابه لأجهزة القرص الحلقي الأخرى ، عن طريق توجيه التيار عبر البلازما من عدة مكثفات كهربائية مرتبطة أو مصادر طاقة أخرى عالية التيار. في التوكاماك  يكون المجال الحلقي أقوى بكثير من مجال poloidal ، لكن في قرص المجال المعكوس يكون العكس تمامًا. في الواقع ، في قرص المجال المعكوس يتم إيقاف تشغيل الحقل الحلقي المطبق من الخارج بعد وقت قصير من بدء التشغيل.
كما أن البلازما الموجودة في الحلقة تكون أقرب بكثير إلى الجدار منها في التوكاماك. يسمح هذا بترتيب غريب لخطوط المجال المغناطيسي ، والتي سوف  تهدأ  في حالة جديدة بحيث يتم تقليل إجمالي الطاقة المغناطيسية في البلازما إلى الحد الأدنى ويتم الحفاظ على إجمالي الحلزونية المغناطيسية . تتميز حالة الاسترخاء التي تسمى "حالة تايلور" بترتيب غريب لخطوط المجال المغناطيسي ، حيث يعكس المجال المغناطيسي الحلقي عند حافة الدار الاتجاه تلقائيًا.

## التجارب الجارية في برنامج حلقة MST

### تأرجح مجال دفع التيار
مثل معظم مخططات الحبس الحلقي ، يعتمد قرص المجال المعكوس على اندفاع عابر للتيار لتكوين البلازما والمجالات المغناطيسية التي تحصرها. ولكن لكي يكون القرص مرشحًا فعليا لطاقة الاندماج ، يجب الحفاظ على البلازما عن طريق مصدر تيار ثابت. OFCD هو مخطط لضبط  تيار ثابت في بلازما مسترخية عن طريق إضافة اضطرابات متذبذبة كبيرة إلى المجالات الحلقية والبولويدية  (قطبية) عن طريق حقن كل من الطاقة  والحلزونية المغناطيسية في البلازما. تم تسجيل براءة اختراع نهج مماثل واقترح لمفاعل Lockheed-Martin Compact Fusion Reactor .
يجمع التفاعل غير الخطي في البلازما بين الذبذبتين بطريقة تحافظ على تيار ثابت.

### حقن الحبيبات
أحد التحديات التي تواجه قرصة المجال المعكوس هو تغذية اللب الساخن للبلازما مباشرة ، بدلاً من الاعتماد على غاز الديوتيريوم للتسرّب ببطء من الحافة. يقوم حاقن الجسيمات  بإطلاق حبيبات مجمدة من الديوتيريوم في البلازما باستخدام رش الغاز أو بدفعة ميكانيكية. يتم تبخير حبيبات  الديوتيريوم وتأينها أثناء انتقالها إلى قلب البلازما.

### دفع التيار النبضي poloidal

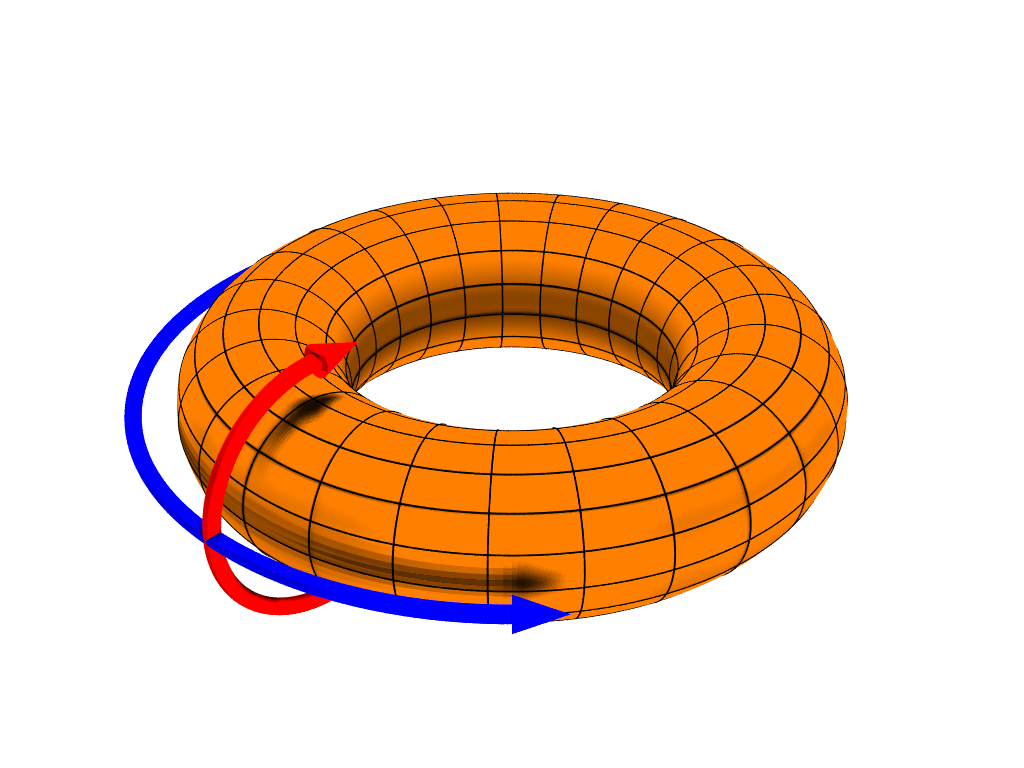
توضيح اتجاه مجال poloidal (أحمر), واتجاه مجال toroidal (القوس الأزرق).

كل تدرج هو مصدر للطاقة الحرة  خاصة إذا كان عبر مجال مغناطيسي. في حلقة ماديسون المتماثلة يكون التيار أقوى في القلب منه عند الحافة. تعمل ذروة التيار كمصدر للطاقة  للتقلبات المغناطيسية التي تبلغ ذروتها في أحداث عنيفة في البلازما تسمى موجة سن المنشار .
يخفف PPCD من هذا التأثير عن طريق دفع تيار على حافة البلازما ، مما يؤدي إلى تسطيح شكل التيار. تضاف نبضات صغيرة إلى تيارات إمداد الطاقة التي تدفع المجال الحلقي. ينتج المجال المغناطيسي الحلقي النبضي الناتج ، طبقا لـ قانون فاراداي ، مجالًا كهربائيًا شكله بولويدًا وبالتالي ينتج تيارًا بولويدًا (قطبي متعرج) . تم تخصيص قدر كبير من الأبحاث لحلقة ماديسون المتماثلة لدراسة هذا التأثير وتطبيقه من أجل تعزيز حبس البلازما.

### حقن شعاع متعادل الشحنة
من أجل بدء تفاعل اندماج مستمر ، من الضروري عادة استخدام العديد من الطرق لتسخين البلازما. يتضمن حقن الحزمة المحايدة (NBI) حقن شعاع عالي الطاقة من الذرات المتعادلة الشحنة ، عادةً الهيدروجين أو الديوتيريوم (الهيدروجين الثقيل) ، في قلب البلازما. تنقل هذه الذرات النشطة طاقتها إلى البلازما ، مما يرفع درجة الحرارة الكلية. الذرات المتعادلة المحقونة لا تبقى متعادلة بل تتأين وتصبح من ضمن البلازما.
عندما تمر الحزمة عبر البلازما ، تتأين الذرات لأنها تتصادم مع  أيونات  البلازما. نظرًا لانحناء المجال المغناطيسي داخل الطارة على شكل دائرة ، فمن المأمول أن تكون الأيونات السريعة محصورة في بلازما الخلفية. يتم إبطاء الأيونات السريعة المحصورة بواسطة بلازما الخلفية ، بنفس الطريقة التي تعمل بها مقاومة الهواء على إبطاء كرة البيسبول. يـُزيد نقل الطاقة من الأيونات السريعة إلى البلازما من درجة حرارة البلازما. ويمكن رؤية الحاقن الفعلي من نافذة المراقبة. ويبدو وكأنه أسطوانة فضية طويلة موضوعة على جانبها ولكنها مائلة قليلاً نحو الأسفل تجاه الحلقة بالقرب من الجزء الخلفي من الآلة. وعندما ينبض الحاقن ، فهو يعمل بجهد 20.000 فولت على تسريع الشعاع إلى حوالي 30 أمبير من التيار لحوالي 1.5 ميلي ثانية.
قد تحدث مشاكل إذا لم تكن الأيونات السريعة محصورة داخل البلازما لفترة كافية لإنتاج طاقتها. تفسد التقلبات المغناطيسية حبس البلازما في هذا النوع من الأجهزة بسبب عدم تناسق عمل الحقول المغناطيسية. إذا كانت الأيونات السريعة عرضة لهذا النوع من السلوك فيمكنها الهروب والفقدان بسرعة كبيرة؛ ومع ذلك تشير أدلة إلى أنها ليست كذلك.

### موجة تيار إلكترون برنشتاين
موجة إلكترون برنشتاين EBW هو اختصار لموجة وسمي على اسم فيزيائي البلازما ، إيرا برنشتاين .
يرتبط نمط موجة برنشتاين بطريقة حقن أيون أو طاقة إلكترونية (IBW أو EBW) في البلازما لزيادة درجة حرارتها في محاولة للوصول إلى ظروف الاندماج. البلازما هي مرحلة من المادة تحدث بشكل طبيعي أثناء البرق والتفريغ الكهربائي والتي يتم إنشاؤها بشكل مصطنع في مفاعلات الاندماج لإنتاج درجات حرارة عالية للغاية. .
هذه تجربة على حلقة ماديسون المتماثلة لتسخين البلازما ودفع التيار الكهربائي داخل البلازما.
يوجد تيار كهربائي كبير في البلازما داخل هذا الجهاز ؛ إنها مسؤولة عن إنشاء المجالات المغناطيسية اللازمة لعمل تكوين قرص المجال المعكوس. كما أنه يسخن البلازما بسرعة كبيرة - بنفس الطريقة التي تسخن بها الأسلاك الموجودة داخل جهاز تسخين الخبز. ربما تستخدم محمصة الخبز الخاصة بك حوالي 10 أمبير من التيار ، بينما يتم تسخين البلازما في حلقة MST بما يصل إلى 600,000 أمبير. ولكن على الرغم من أن البلازما تصل إلى أكثر من 10,000,000 درجة كلفن ، إلا أنها ليست ساخنة بدرجة كافية للحصول على طاقة اندماج عملية ونحتاج إلى إيجاد طرق أخرى لإيداع الطاقة في البلازما. إن .إن موجة إلكترون برنشتاين EBW هي وسيلة لحقن طاقة الميكروويف لزيادة تسخين البلازما. ينتج فرن الميكروويف القياسي حوالي 1 كيلوواط من الطاقة بتردد 2.45 جيجاهرتز. تنتج تجربة EBW حاليًا 150 كيلوواط عند 3.6 جيجاهرتز ، وهو هدف الفريق لتحسين ذلك إلى أكثر من 2 ميغاواط. لتوليد هذا النوع من الطاقة (بميزانية منخفضة) ، يتم استخدام معدات الرادار العسكرية التي تم إيقاف تشغيلها وإمدادات طاقة الجهد محلية الصنع.
الهدف الثاني (وربما الأكثر أهمية من الناحية العلمية) من تجربة EBW هو دفع التيار الكهربائي في مكان محدد داخل البلازما. يوزع تيار البلازما الرئيسي نفسه بشكل طبيعي ، وتميل البلازما إلى تركيز التيار في المركز ، تاركًا تيارًا أقل بالقرب من الحافة (الجدار). هذا يمكن أن يؤدي إلى عدم استقرار البلازما. لقد ثبت (نظريًا ومن خلال التجارب التي أجريت في حلقة ماديسون المتماثلة) أن السيطرة على التيار في الحافة تجعل البلازما أكثر استقرارًا للتقلبات في المجال المغناطيسي ، مما يؤدي إلى احتباس أفضل للبلازما الساخنة ويؤدي إلى درجة حرارة أعلى بكثير. سيكون استخدام موجة الكترون برنشتاين لدفع تيار التثبيت هذا نتيجة علمية مهمة جدًا. تتيح لنا القدرة على إيداع التيار الإضافي على وجه التحديد يعطي الفرصة لتحسين مخططات القيادة الحالية لدينا. كما أن التسخين موضعي للغاية ، مما يسمح لنا بدراسة مدى سخونة البلازما و يمكن أن تصبح داخل مخطط الحبس المغناطيسي - في مصطلحات فيزياء البلازما ، وهذا ما يسمى بإيجاد "حد بيتا" . هذا سؤال لم تتم الإجابة عليه وسيعطي نظرة ثاقبة حول ما إذا كان يمكن تطبيق هذا النوع من الآلات على مفاعل اندماج فعال من حيث التكلفة والتشغيل .
*ملحوظة: توقفت الترجمة الآلية هنا من نفسها. الجزء القادم يخص المتخصصين ويمكن قراءته في المقالة الإنكليزية.

## الجديد في عام 2024
في دراسة جديدة نُشرت في 29 يوليو في المجلة العلمية  Physical Review Letters، أنتج علماء الفيزياء في جامعة ويسكونسن ماديسون بلازما توكاماك مستقرة عند 10 أضعاف حد غرينوالد. قد تكون للنتائج آثار على مفاعلات الاندماج التوكاماكية، على الرغم من أن الباحثين يحذرون من أن البلازما التي استخدموها ليست قابلة للمقارنة بشكل مباشر مع تلك التي ستوجد مستقبلا  في مفاعل اندماج.
يظهر جهاز Medison Symmetric Torus (MST)، وهو جهاز معدني على شكل كعكة دونات يبلغ قطره عشرات الأقدام وله مئات الأسلاك تدخل وتخرج منه.
حقوق النشر: Noah Hurst
يقول "نوح هيرست" ، وهو عالم في مختبر فيزياء البلازما في ويسكونسن (WiPPL) والمؤلف الرئيسي للدراسة، "تعتبر أجهزة توكاماك من المنافسين الرائدين في السباق لبناء مفاعل اندماج نووي يولد الطاقة بنفس الطريقة التي تولد بها الشمس". "إن اكتشافنا لهذه القدرة غير العادية على العمل فوق حد غرينوالد بكثير أمر مهم لتعزيز إنتاج الطاقة الاندماجية ومنع تلف الآلات.

## اقرأ أيضا
- تجربة ليثيوم توكاماك